# MTV Video Music Awards 2016
Les MTV Video Music Awards 2016 ont eu lieu le 28 août 2016 au Madison Square Garden de New York. Les artistes qui dominent les nominations cette année sont la chanteuse Beyoncé avec 11 nominations, arrive ensuite la chanteuse britannique Adele avec 8 nominations ainsi que la chanteuse américaine Ariana Grande avec 5 nominations. L'artiste le plus récompensé lors de la cérémonie est la chanteuse Beyoncé avec pas moins de 8 trophées remporté.

## Lieu de la cérémonie

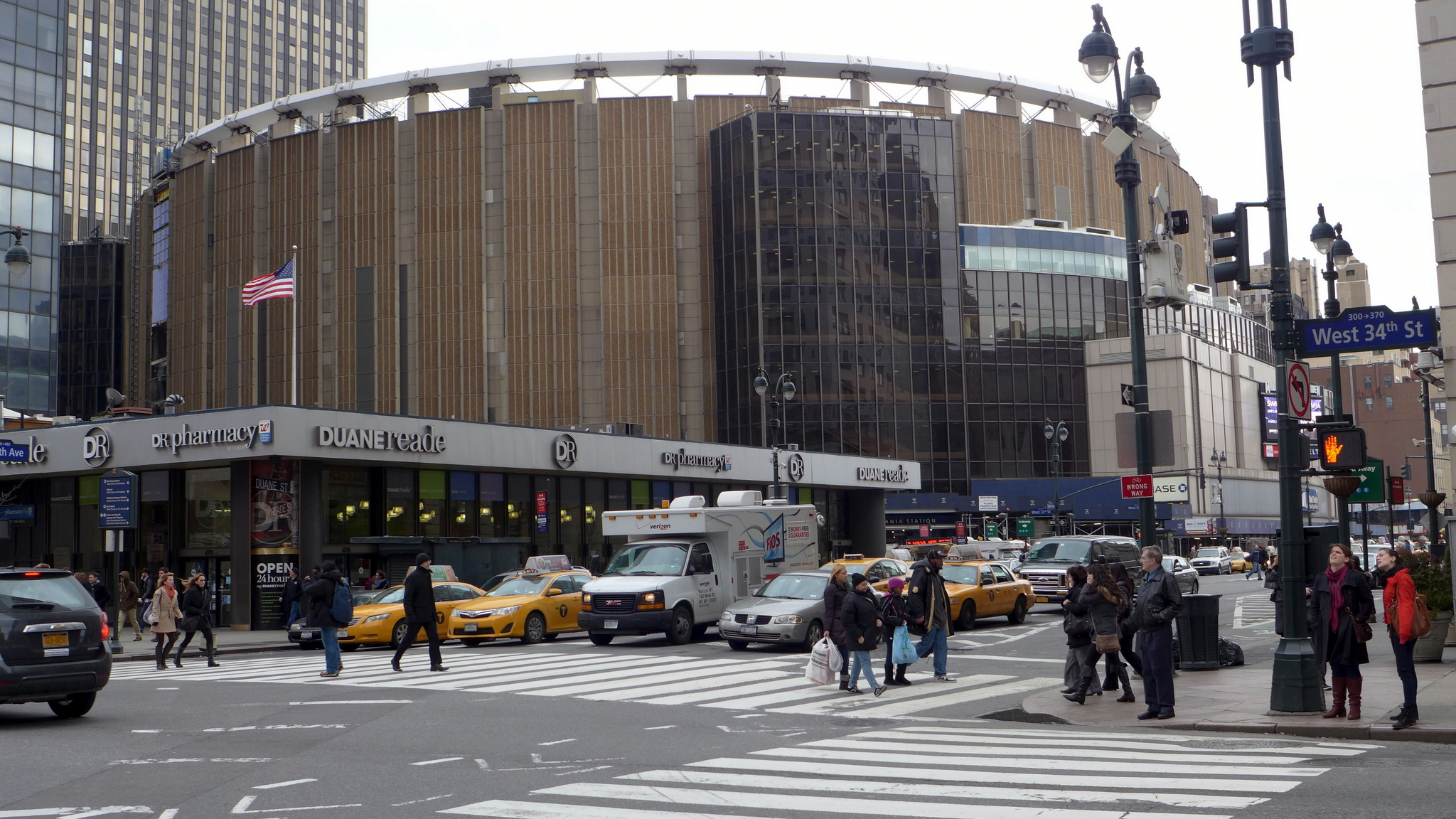
Madison Square Garden

La 33e cérémonie des MTV Video Music Awards s'est déroulé au  fameux Madison Square Garden qui se situe dans le quartier de Midtown en plein centre-ville de Manhattan. Cette salle peut accueillir 20 000 personnes.

## Interprétations scéniques
| Artiste(s)                | Chanson(s)                                                                                             |                           |
| Ouverture (pré-cérémonie) | Ouverture (pré-cérémonie)                                                                              | Ouverture (pré-cérémonie) |
| ------------------------- | --- | ------------------------- |
| Alessia Cara Troye Sivan  | Wild Things Wild Scars to Your Beautiful                                                               |                           |
| Jidenna                   | Little Bit More                                                                                        |                           |
| Lukas Graham              | Mama Said (en)                                                                                         |                           |
| Cérémonie                 | |                           |
| Rihanna                   | Medley pop 1. Don't Stop the Music 2. Only Girl (In the World) 3. We Found Love 4. Where Have You Been |                           |
| Ariana Grande Nicki Minaj | Side to Side                                                                                           |                           |
| Future                    | Fuck Up Some Commas (en)                                                                               |                           |
| Rihanna                   | Medley dancehall 1. Rude Boy 2. What's My Name? 3. Work                                                |                           |
| Nick Jonas Ty Dolla $ign  | Bacon (en)                                                                                             |                           |
| Beyoncé                   | Pray You Catch Me (en) Hold Up Sorry Don't Hurt Yourself (en) Formation                                |                           |
| Britney Spears G-Eazy     | Make Me... Me, Myself & I                                                                              |                           |
| Rihanna                   | Medley hip-hop 1. Needed Me 2. Pour It Up 3. Bitch Better Have My Money                                |                           |
| The Chainsmokers Halsey   | Closer                                                                                                 |                           |
| Rihanna                   | Medley de ballades 1. Stay 2. Diamonds 3. Love on the Brain                                            |                           |

## Nominations

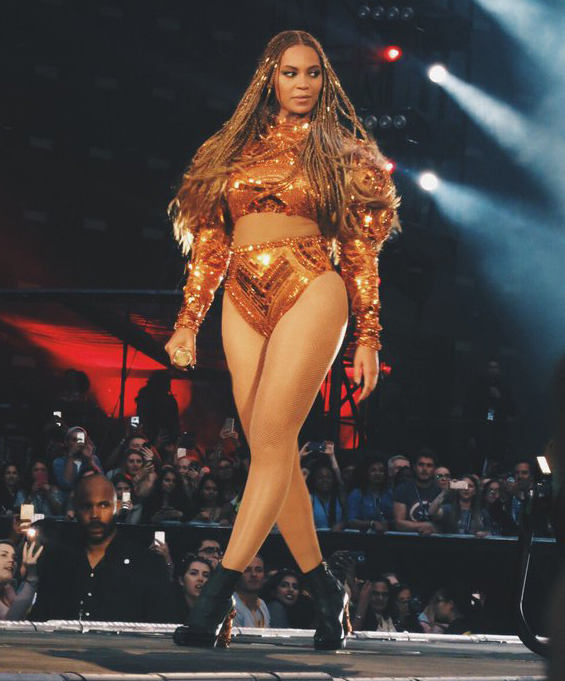
Beyoncé a été l'artiste la plus récompensée lors de la cérémonie avec 8 trophées gagné dont 6 pour sa chanson Formation.

### Catégories principales

#### Clip vidéo de l’année
Beyoncé — Formation
- Adele — Hello
- Drake — Hotline Bling
- Justin Bieber — Sorry
- Kanye West  — Famous (en)
- Soumissions:
- Rihanna - Needed Me
- Missy Elliott (et  Pharrell Williams) — WTF (Where They From) (en)

#### Meilleur clip vidéo féminin
Beyoncé — Hold Up
- Adele — Hello
- Ariana Grande — Into You
- Rihanna (et  Drake) — Work
- Sia (et  Sean Paul) — Cheap Thrills

#### Meilleur clip vidéo masculin
Calvin Harris (et  Rihanna) — This Is What You Came For
- Bryson Tiller — Don't (en)
- Drake — Hotline Bling
- Kanye West  — Famous (en)
- The Weeknd — Can't Feel My Face

#### Meilleur clip vidéo hip-hop
Drake — Hotline Bling
- 2 Chainz — Watch Out (en)
- Bryson Tiller — Don't (en)
- Chance the Rapper (et  Saba) — Angels (en)
- Desiigner — Panda

#### Meilleur clip vidéo pop
Beyoncé — Formation
- Adele — Hello
- Alessia Cara — Wild Things
- Ariana Grande — Into You
- Justin Bieber — Sorry

#### Meilleur clip vidéo rock
Twenty One Pilots — Heathens
- / All Time Low — Missing You
- Coldplay — Adventure of a Lifetime
- Fall Out Boy (et  Demi Lovato) — Irresistible (en)
- Panic! at the Disco — Victorious (en)

#### Meilleur nouvel artiste
/ DNCE
- Bryson Tiller
- Desiigner
- Lukas Graham
- Zara Larsson

#### Meilleur clip vidéo électronique
Calvin Harris (et Disciples (en)) — How Deep Is Your Love
- 99 Souls (en) (et  Destiny's Child &  Brandy) — The Girl Is Mine (en)
- Afrojack (et  Mike Taylor) — SummerThing! (en)
- Mike Posner — I Took A Pill In Ibiza
- The Chainsmokers (et  Daya) — Don't Let Me Down

#### Meilleure collaboration
/ Fifth Harmony (et  Ty Dolla Sign) — Work from Home
- Ariana Grande (et  Lil Wayne) — Let Me Love You (en)
- Beyoncé (et  Kendrick Lamar) — Freedom (en)
- Calvin Harris (et  Rihanna) — This Is What You Came For
- Rihanna (et  Drake) — Work

#### Meilleur album visuel
Beyoncé — Lemonade
- Chris Brown — Royalty
- Florence + The Machine — The Odyssey
- Justin Bieber — Purpose: The Movement
- / Troye Sivan — Blue Neighbourhood Trilogy

#### PrixVanguard/Michael Jacksonde l'artiste ayant eu un impact important sur la culture musicale

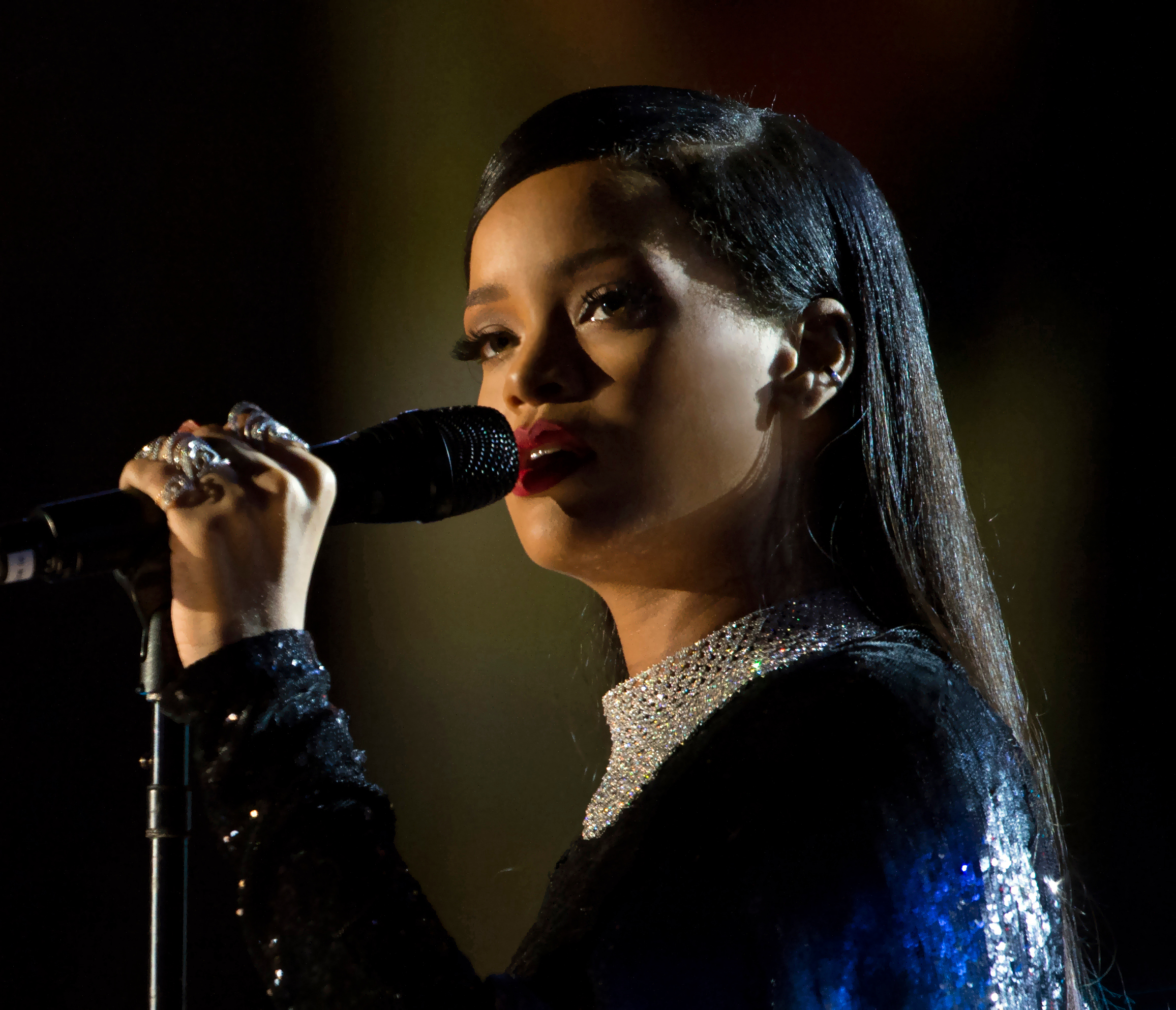
Cette année, c'est la chanteuse Rihanna qui a été choisie pour recevoir le prix Vanguard, pour récompenser sa carrière et son impact sur l'industrie musicale de ces dernières années.

- Rihanna

### Catégories professionnelles

#### Meilleure direction artistique
David Bowie — Blackstar (Directeur artistique : Jan Houllevigue)
- Adele — Hello (Directeur artistique : Colombe Raby)
- Beyoncé — Hold Up (Directrice artistique : Jason Hougaard)
- Drake — Hotline Bling (Directeur artistique : Jeremy Macfarlane)
- Fergie — M.I.L.F. $ (Directeur artistique : Alexander Delgado)

#### Meilleure chorégraphie
Beyoncé — Formation (Chorégraphe : Chris Grant, Jaquel Knight et Dana Foglia)
- Beyoncé — Sorry (Chorégraphe : Chris Grant, Jaquel Knight, Dana Foglia, Anthony Burrell et Beyoncé)
- FKA twigs — M3LL155X (en) (Chorégraphes : Aaron Sillis (en), Benjamin Milan (arz), Kenrick Sandy et FKA twigs)
- Florence + The Machine — Delilah (en) (Chorégraphe : Holly Blakey)
- Missy Elliott (et  Pharrell Williams) — WTF (Where They From) (en) (Chorégraphes : Hi-Hat (en))

#### Meilleure réalisation
Beyoncé — Formation (Réalisateurs : Melina Matsoukas)
- Adele — Hello (Réalisateur : Xavier Dolan)
- Coldplay — Up & Up (en) (Réalisatrice : Vania Heymann (en) et Gal Muggia)
- David Bowie — Lazarus (Réalisateur : Johan Renck)
- Tame Impala — The Less I Know the Better (Réalisateurs : Canada)

#### Meilleure photographie
Beyoncé — Formation (Directeur de la photographie : Malik Hassan Sayeed (en))
- Adele — Hello (Directeur de la photographie : André Turpin)
- Alesso — I Wanna Know (Directeurs de la photographie : Corey Jennings)
- Ariana Grande — Into You (Directeur de la photographie : Paul Laufer)
- David Bowie — Lazarus (Directeur de la photographie : Crille Forsberg)

#### Meilleur montage
Beyoncé — Formation (Monteur : Jeff Selis)
- Adele — Hello (Monteur : Xavier Dolan)
- Ariana Grande — Into You (Monteur : Hannah Lux Davis (en))
- David Bowie — Lazarus (Monteur : Johan Söderberg (en))
- Fergie — M.I.L.F. $ (Monteur : Vinnie Hobbs)

#### Meilleurs effets visuels
Coldplay — Up & Up (en) (Effets visuels : Vania Heymann (en) et GloriaFX (uk))
- Adele — Send My Love (To Your New Lover) (Effets visuels : Sam Sneade et MPC)
- FKA twigs — M3LL155X (en) (Effets visuels : Lewis Saunders et Jihoon Yoo)
- The Weeknd — Can't Feel My Face (Effets visuels : Bryan Smaller)
- Zayn — Pillowtalk (Effets visuels : David Smith)